# بندر سری بگاوان
بندر سِری‌بِگاوان پایتخت کشور سلطان‌نشین برونئی است.

## جمعیت
این شهر با جمعیت ۱۹۰ هزار نفر (سرشماری سال ۲۰۲۲) از مراکز تولید مبلمان، منسوجات، صنایع دستی و الوار محسوب می‌گردد. بندر سری بگاوان با ۴۰ مایل مربع مساحت جزو کوچک ترین و کم جمعیت ترین پایتخت های قاره آسیا و جهان است. این بندر چند جاذبه گردشگری توریستی پرجذبه دارد که آن را تبدیل به یک بندر نیمه توریستی کرده است و اکثر کسانی که در مسیر کشورهای جنوب شرقی آسیا مانند ژاپن و کره جنوبی هستند از این شهر نیز دیدن می کنند در همین راستا موقعیتی استراتژیک از حیث گردشگران دارد.

## جغرافیا
مشخصه ویژه این شهر این است که بخشی از آن به‌صورت دهکده‌ای بر روی آب ساخته شده‌است.
این بخش از شهر که کامپونگ آیر نام دارد، از خانه‌هایی تشکیل شده که بر روی تیرهای چوبی کوبیده‌شده در دریا قرار گرفته‌اند. این دهکده تا ۵۰۰ متر در درون دریا ادامه دارد.

## ریشه نام
به عقیدهٔ برخی، واژه اول نام این شهر یعنی «بندر» از زبان پارسی گرفته شده‌است.
این عده معتقدند که این واژه از راه دادوستدهای بازرگانان ایرانی خلیج فارس به‌جنوب شرقی آسیا (اندونزی و مالزی) راه یافته و از آنجا به برونئی رسید.

## آثار تاریخی
اماکن معروف این بندر عبارت‌اند از: تالار مراسم پادشاهی، ساختمان نشانهای پادشاهی و مرکز تاریخ برونئی.